# Frank Muller
Frank Muller (Virginia, 10 september 1862 - 19 april 1917) was een Amerikaans astronoom. 
Vanaf 1885 werkte hij in het Leander McCormick Observatory, als assistent van Ormond Stone en Francis Preserved Leavenworth.
Hij ontdekte 83 objecten uit de New General Catalogue en 13 uit de Indexcatalogus.

## De door Frank Muller ontdektedeepskyobjecten, opgenomen in de New General Catalogue en Index Catalogue
- In het sterrenbeeld Walvis:

NGC 17, NGC 65, NGC 66, NGC 77, NGC 142, NGC 143, NGC 144, NGC 168, NGC 172, NGC 177, NGC 276, NGC 301, NGC 302, NGC 343, NGC 344, NGC 367, NGC 554A, NGC 554B, NGC 555, NGC 556, NGC 589, NGC 601, NGC 610, NGC 611, NGC 667, NGC 699, NGC 726, NGC 836, NGC 874, NGC 929, NGC 942, NGC 943, NGC 1014, NGC 1018, NGC 1078, NGC 7808, NGC 7813.
- In het sterrenbeeld Eridanus:

NGC 1147, NGC 1237, NGC 1364, NGC 1390, NGC 1416, NGC 1434, NGC 1445, NGC 1454, NGC 1467, NGC 1470, NGC 1479, NGC 1480, NGC 1489, NGC 1575 (= NGC 1577), NGC 1632.
- In het sterrenbeeld Haas:

NGC 1886.
- In het sterrenbeeld Waterslang:

NGC 2583, NGC 2584, NGC 2585, NGC 2586, NGC 2665, NGC 2754, NGC 2757, NGC 2758, NGC 2868, NGC 2869 (= NGC 2863), NGC 2952, NGC 2956, NGC 3331, NGC 3335.
- In het sterrenbeeld Sextant:

NGC 3050 (= NGC 2979).
- In het sterrenbeeld Beker:

NGC 3546, NGC 3676.
- In het sterrenbeeld Maagd:

NGC 5388.
- In het sterrenbeeld Steenbok:

NGC 7035, NGC 7103, NGC 7104, NGC 7136, NGC 7158.
- In het sterrenbeeld Waterman:

NGC 7220, NGC 7254 (= NGC 7256), NGC 7287, NGC 7349, NGC 7425, NGC 7471, NGC 7502, NGC 7522, NGC 7573, NGC 7646, NGC 7758.
Index Catalogue:
IC 219, IC 223, IC 343, IC 346, IC 398, IC 402, IC 625, IC 717, IC 764, IC 844, IC 874, IC 879, IC 1077, IC 1081.